# Flaming
A Pink Floyd Flaming című dala 1967. augusztus 5-én jelent meg a zenekar The Piper at the Gates of Dawn című bemutatkozó albumán. A dal egymással játszó gyerekekről szól, erre utal a „Lazing in the foggy dew” (Játszunk a harmatos mezőn), bár bizonyos részei egy jól sikerült LSD-utazás leírásának is tekinthetők, például a „Traveling by telephone, hey-ho, here we go ever so high” (Telefonnal utazunk, egyre magasabbra jutunk) sor (az angol drogos szlengben a get/go high kb. annyit jelentett, hogy „repülni”). A dal elején hallható fütyülő hangot Roger Waters egy angolul slide whistle-nek nevezett sípon játszotta. Ez egy olyan síp, melyen a kiadott hang magassága is változtatható egy tolócső segítségével (ugyanúgy, ahogy a harsona esetében is). A hangszer kimondottan népszerű volt az 1900-as évek első felének dzsessz-zenéjében. David Gilmour 1968-as csatlakozása után még egy darabig szerepelt a koncertek anyagában.

## Koncerteken előadott változatok és feldolgozások
- A dal Barrett távozása utáni koncerteken való előadását sok rajongó furcsának találta. Szürreális, rajongással teli szövege éles ellentétben állt a Pink Floyd akkori színpadi műsoraival. Ráadásul Gilmour hangjából hiányzott a Barrettre jellemző játékosság (a fennmaradt filmfelvételeken jól látható, hogy Gilmour egyáltalán nem érezte jól magát ezekben az esetekben).

## Közreműködők
- Syd Barrett – ének, gitár
- Richard Wright – billentyűs hangszerek
- Roger Waters – basszusgitár, síp
- Nick Mason – dob, ütőhangszerek
- Peter Brown – hangmérnök
- Norman Smith – producer

## Külső hivatkozások
- A dal előadása 1968. február 24-én egy francia zenei műsorban